# Hughie Thomasson
Hughie Thomasson (Tampa (Florida), 13 augustus 1952 – Brooksville (Florida), 9 september 2007) was een Amerikaanse gitarist en zanger. Hij werd bekend door zijn deelname aan de southern rockband The Outlaws, waarvoor hij hits schreef als Hurry Sundown, There Goes Another Love Song en Green Grass and High Tides.
Na het uiteenvallen van The Outlaws maakte Thomasson van 1996 tot 2005 deel uit van de southern rockband Lynyrd Skynyrd. Na 2005 blies hij zijn oude band The Outlaws weer nieuw leven in.
Hughie Thomasson overleed op 55-jarige leeftijd aan een hartaanval in zijn huis in Brooksville.
- MusicBrainz: ea0b4f3a-05dd-4a5d-8506-68ac408dc4f7
- Virtual International Authority File: 7995154260404824480008